# Admir Aganović
Admir Aganović est un footballeur bosnien, né le 25 août 1986 à Ugljevik. Il évolue au poste d'attaquant.

## Biographie
Le 9 novembre 2012, il signe en faveur de l'Assyriska FF.

## Palmarès
Vierge